# Guje Lagerwall
Guje Lagerwall, ursprungligen Gunn-Marie Hjöril Imber Sjöström, senare Guje Julie Kanter, född 13 januari 1918 i Stockholm, död 8 januari 2019 i Oscars distrikt i Stockholm, var en svensk skådespelare.
Hon var dotter till regissören och skådespelaren Victor Sjöström och skådespelaren Edith Erastoff-Sjöström. Hon var mellan 1940 och 1956 gift med skådespelaren Sture Lagerwall. Hon var även verksam under namnet Guje Kanter.
Guje Lagerwall är begravd på Norra begravningsplatsen utanför Stockholm.

## Filmografi
- 1942 – Doktor Glas
- 1945 – Maria på Kvarngården
- 1951 – Frånskild
- 1952 – Blondie, Biffen och Bananen
- 1952 – Han glömde henne aldrig
- 1955 – Den underbara lögnen
- 1955 – Farligt löfte

## Teater

### Roller (ej komplett)
| År   | Roll                | Produktion                                                                            | Regi                         | Teater                           |
| ---- | ------------------- | ------------------------------------------------------------------------------------- | ---------------------------- | -------------------------------- |
| 1939 | Hugh Randolph       | Guldbröllop (Dear Octopus) Dodie Smith                                                | Carlo Keil-Möller            | Dramaten                         |
| 1943 | Kate Ault           | Sex i elden (Out of the Frying Pan) Francis Swann                                     | Per-Axel Branner             | Nya Teatern                      |
| 1948 |                     | Han träffas inte här Gustaf Hellström                                                 | Ernst Eklund                 | Lisebergsteatern                 |
| 1949 | Hustru 1            | Yerma Federico García Lorca                                                           | Per-Axel Branner             | Nya Teatern                      |
| 1949 | Liz Essendine       | Fröjd för stunden (Present Laughter) Noël Coward                                      | Per-Axel Branner             | Nya Teatern                      |
| 1949 |                     | Fröjd för stunden (Present Laughter) Noël Coward                                      | Ernst Eklund                 | Lisebergsteatern                 |
| 1950 |                     | Jag älskar dig, markatta (Private Lives) Noël Coward                                  | Ernst Eklund                 | Lisebergsteatern                 |
| 1950 | Fru Basset          | Jagande efter vind (Summer and Smoke) Tennessee Williams                              | Per-Axel Branner             | Nya Teatern                      |
| 1950 | Marie/Gilberte      | Boboll (Bobosse) André Roussin                                                        | Per-Axel Branner             | Nya Teatern                      |
| 1952 |                     | Jag älskar dej, Markatta (Private Lives) Noel Coward                                  | Sture Lagerwall              | Alléteatern                      |
| 1952 |                     | Min man och min man (Home and Beauty) W. Somerset Maugham                             | Georg Funkquist              | Alléteatern                      |
| 1953 |                     | Om tycke uppstår (Sweet Madness) Peter Jones                                          | Helge Wahlgren               | Alléteatern                      |
| 1953 |                     | Lantlollan (The Country Wife) William Wycherley                                       | Sam Besekow                  | Alléteatern                      |
| 1954 | Daphne, grevinna    | Lille kommissarien (Les Compagnons de la Marjolaine) Marcel Achard                    | Åke Falck                    | Alléteatern                      |
| 1956 | Constance Nevins    | Älskling, jag ger mig! (Yes , My Darling Daughter) Mark Reed                          | John Zacharias               | Norrköping-Linköping stadsteater |
| 1956 | Petronella van Daan | Anne Franks dagbok (The Diary of Anne Frank) Frances Goodrich och Albert Hackett (ff) | Sandro Malmquist             | Riksteatern                      |
| 1959 |                     | Råttfällan (The Mouse Trap) Agatha Christie                                           | Börje Mellvig Bengt Blomgren | Lisebergsteatern                 |
| 1960 | Louise Harrington   | Femfingerövning (Five Finger Exercise) Peter Shaffer                                  | Frank Sundström              | Helsingborgs stadsteater         |
| 1960 | Margaret Prynne     | Jag älskar dig, markatta (Private Lives) Noël Coward                                  | Palle Granditsky             | Helsingborgs stadsteater         |